# Dean Seymour
Dean Seymour (* 8. Dezember 1971 in Saskatoon, Saskatchewan) ist ein ehemaliger kanadischer Eishockeyspieler, der unter anderem für den Iserlohner EC in der zweithöchsten deutschen Spielklasse sowie den HC Thurgau, SC Herisau und die GCK Lions in der Nationalliga B aktiv war. 

## Karriere
Nach Anfängen in seiner Heimatstadt gelang Dean Seymour bei den Yorkton Terriers in der Saskatchewan Junior Hockey League (SJHL) und den Wildcats, dem Eishockeyteam der Northern Michigan University (NMU), der Durchbruch als Profi-Eishockeyspieler. Mit den Terriers gewann er in seiner Rookie-Saison 1990/91 die SJHL-Meisterschaft, den Credential Cup. Mit 49 Treffern war er der erfolgreichste Torschütze seiner Mannschaft. Im Jahr darauf konnte er seine Ausbeute sogar auf 52 Treffer steigern. Mit insgesamt 92 Punkten wurde er in der Spielzeit 1991/92 zum Topscorer des Teams. Daraufhin erhielt der Center ein Eishockey-Stipendium an der NMU. Dort gehörte er ebenfalls von Beginn an zu den Leistungsträgern und führte das Team in seinem Abschlussjahr 1995/96 auch als Kapitän an.
Noch in der Saison 1995/96 gab Seymour sein Profidebüt für die Fresno Falcons in der West Coast Hockey League (WCHL). Die Spielzeit 1996/97 verbrachte er bei den Louisiana IceGators und Louisville River Frogs in der East Coast Hockey League (ECHL), bevor er sich entschied, seine Laufbahn in Europa fortzusetzen. Bei KalPa in der finnischen SM-liiga konnte er sich allerdings nicht durchsetzen, sodass er den Klub schon nach vier Spielen wieder verließ. Daraufhin unterzeichnete er einen Probevertrag beim Iserlohner EC aus der zweithöchsten deutschen Spielklasse, der schließlich bis zum Saisonende verlängert wurde. Mit 37 Treffern gehörte der Kanadier zu den erfolgreichsten Stürmern des Teams, konnte diese Leistungen in der Folgesaison aber nicht bestätigen. Nach zwei Jahren in Iserlohn erhielt er im Frühjahr 1999 daher keinen neuen Vertrag.
Seymour wechselte zu den Odense Bulldogs in die Codan Ligaen. Ab der Saison 2000/01 spielte er dann zwei Jahre lang in der Schweiz, wo er für den HC Thurgau, SC Herisau und die GCK Lions in der Nationalliga B auflief. Für den Spengler Cup 2001 sicherten sich die Adler Mannheim die Dienste des Mittelstürmers. Seine letzte Station war von 2002 bis 2004 – nach einem kurzen Gastspiel bei Hammarby IF – der IK Oskarshamn in der Allsvenskan.
Nach seinem Karriereende war Seymour unter anderem für die Regina Pats aus der Western Hockey League (WHL) als Scout und Director of Player Development tätig. Außerdem gehörte er dem Trainerteam einiger Nachwuchsmannschaften an. Inzwischen arbeitet er für Hockey Canada an der Entwicklung junger Spieler und Trainer.

## Erfolge und Auszeichnungen
- 1991 Credential-Cup-Gewinn mit den Yorkton Terriers
- 1994 NCAA All-Rookie-Team

## Karrierestatistik
(Legende zur Spielerstatistik: Sp oder GP = absolvierte Spiele; T oder G = erzielte Tore; V oder A = erzielte Assists; Pkt oder Pts = erzielte Scorerpunkte; SM oder PIM = erhaltene Strafminuten; +/− = Plus/Minus-Bilanz; PP = erzielte Überzahltore; SH = erzielte Unterzahltore; GW = erzielte Siegtore; 1 Play-downs/Relegation; Kursiv: Statistik nicht vollständig)